# Stadło
Stadło war eine polnische Kulturzeitschrift, die 1849 in Bautzen herausgegeben wurde.

## Geschichte
Der junge polnische Dichter Roman Zmorski lebte seit 1848 in Bautzen im Königreich Sachsen, um die Kultur der Sorben kennenzulernen.
Er gab 1849 die Zeitschrift Stadło heraus, wobei ihn der bekannte sorbische Gelehrte Jan Arnošt Smoler offiziell unterstützte. Darin veröffentlichte er Aufsätze, Gedichte und weitere Texte zur polnischen, schlesischen, tschechischen und weiteren westslawischen Kulturen, nach seiner Idee einer panslawischen Zusammengehörigkeit.
Es erschienen zwölf Ausgaben, die wahrscheinlich vor allem für polnische Leser in Preußen und Russland bestimmt waren.